# 清单文件
在计算机领域， 清单文件（Manifest files）通常是元数据文件，这些元数据通常是固定值，用于描述程序的相关信息。清单文件可以是一个文件，也可以是多个文件。

## Android
清单文件，描述了关于应用的必要信息。这些信息用于Android构建工具、Android系统、Google Play。

## Docker
Docker中，镜像的清单数据并不是以文件的形式展示，而是通过命令行docker manifest方式在控制台展示。manifest包含的是镜像信息，如：层数、大小、摘要码。

## Java
在Java平台中, 清单文件（Manifest file）是JAR档案中包含的特殊文件。Manifest文件被用来定义扩展或档案打包相关数据，是一个元数据文件，它包含了不同部分中的名/值对数据。如果一个JAR文件被用来作为可执行文件，那么其中的Manifest文件需要指出该程序的主类文件。通常Manifest文件的文件名为MANIFEST.MF。
通常Manifest文件都与Java档案相关，其他的情况比较少见。

### 文件规范
JAR档案文件在规定位置包含META-INF/MANIFEST.MF 。在一个档案文件中，只能有一个Manifest文件，而且必须在规定的META-INF文件夹中。  
由JDK1.0创建的Manifest文件内容如下：
```
Manifest-Version: 1.0
```

其中包含的所有条目均为名/值对。文件头的名和值由冒号分隔。默认的Manifest文件显示它遵从Manifest资源配置文件规范1.0。
Manifest文件还可以包含该档案文件中所打包的其他文件的信息。具体Manifest文件中记录的文件信息由该JAR文件的预期使用对象决定。默认的Manifest文件并不包含其他文件的信息，因此只包含唯一一行关于该Manifest文件自身的数据。

### 特殊用法的Manifest文件头
默认Manifest文件可以根据JAR文件的用处而作相应修改。如果JAR文件仅仅是用作存档，那么MANIFEST.MF文件则只包含默认信息。
然而，大多数JAR文件都不仅仅是用作压缩存档，相应的Manifest的文件也包含了特定的信息。下面列出了一些主要的特殊用法的Manifest文件头：
JAR应用程序: 
如果JAR文件被用作可执行的应用程序，那么应用程序需要告诉Java虚拟机入口点位置。任意包含public static void main(String[] args)方法的类即为入口点。该信息由文件头Main-Class提供，基本格式如下： 
```
Main-Class: classname
```

classname值可由应用程序的入口点代替。
可下载扩展:  
可下载扩展文件是由其他JAR文件中的Manifest文件所提及的JAR文件。通常情况下，JAR文件可以包含一个Applet小应用程序，该JAR文件的Manifest文件则指向一系列的JAR文件作为可下载扩展来支持该小应用程序。扩展之间也可以使用相同方法来进行指向。
可下载扩展信息是由小应用程序或另一扩展中的Manifest文件的Class-Path文件头提供的。通常可见的Class-Path文件头内容如下：
```
Class-Path: servlet.jar infobus.jar acme/beans.jar
```

在该文件头信息中，servlet.jar，infobus.jar以及acme/beans.jar中的类将作为可下载扩展为Applet小应用程序或Java应用程序服务。Class-Path中给出的超链接是该Applet小应用程序或Java应用程序的相对地址。
封装加封: 
JAR文件中的封装可以选择进行加封，即该封装中所定义的类必须被存档在相同的JAR文件中。封装加封可以用来确保类版本的连贯性或作为安全措施。
要对封装进行加封，需要对该封装加入文件头Name，然后加入文件头Sealed，如下：
```
Name: myCompany/myPackage/
Sealed: true
```

文件头Name的值为该封装的相对路径名。注意，该路径名由‘/’结束以区别于文件名。在文件头Name之后未采用空行隔开的文件头，一律作用于该Name文件头制定的文件或封装。在上述例子中，由于Sealed紧接在Name: myCompany/myPackage header之后且没有空行隔开，那么该Sealed文件头仅作用于myCompany/myPackage封装。该代码无法执行。
封装版本: 
封装版本规范定义了一系列Manifest文件头来记录版本信息。每个封装都可以应用一系列Manifest文件头。版本文件头应当直接跟随在Name文件头。下面的例子展示了所有的版本文件头：
```
Name: java/util/
Specification-Title: "Java Utility Classes" 

Specification-Version: "1.2"

Specification-Vendor: "Sun Microsystems, Inc.".

Implementation-Title: "java.util" 

Implementation-Version: "build57"

Implementation-Vendor: "Sun Microsystems, Inc."
```

指定从属文件:
MANIFEST.MF文件可以用来指定应用程序运行所必须加载的所有类文件。